# Drugpa Künleg

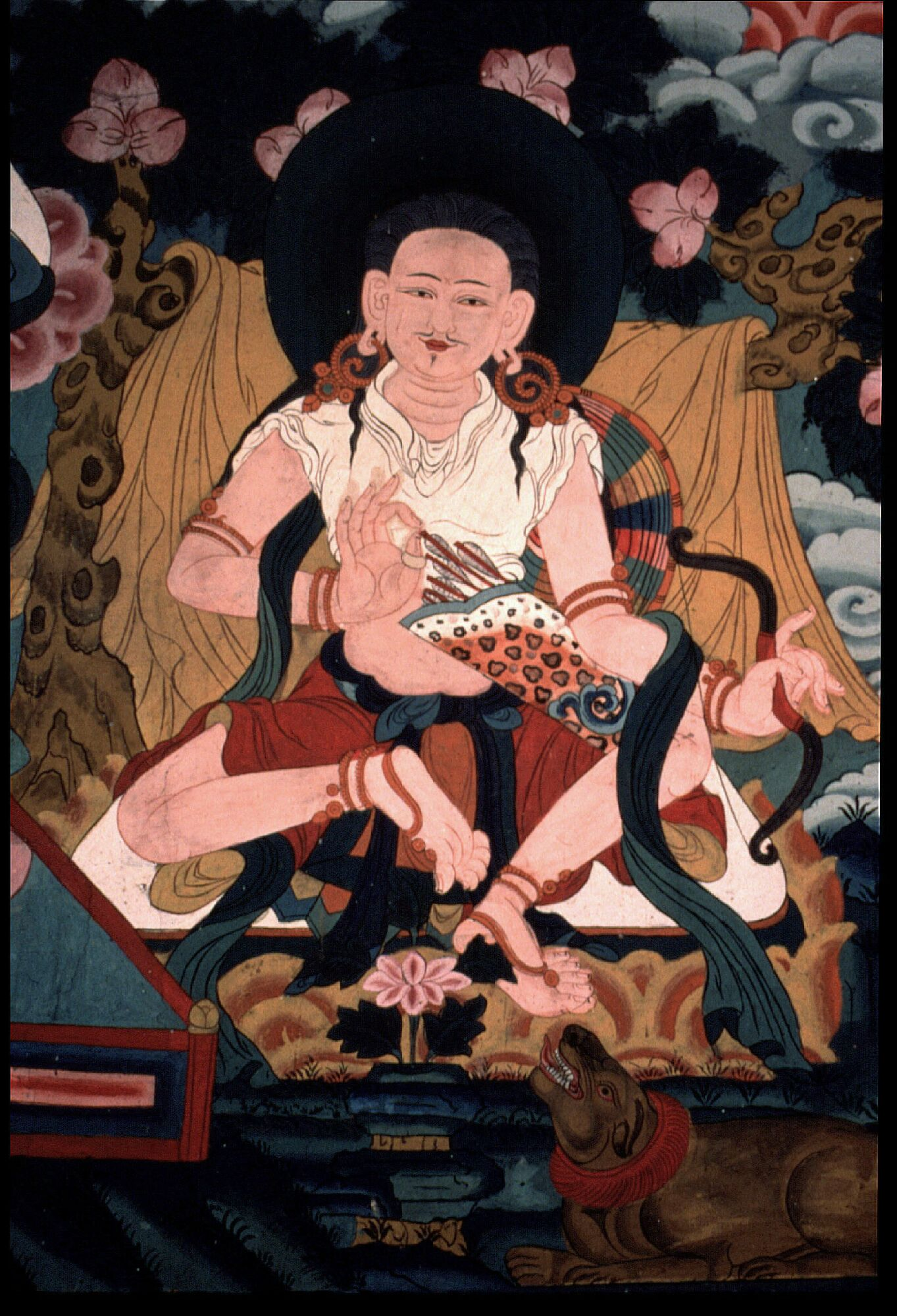
Drugpa Künleg mit seinem Hund Sashi

Drugpa Künleg (འབྲུག་པ་ཀན་ལེགས་; tib.:  'brug pa kun legs; auch: Künga Legpa, tib.: kun dga' legs pa; * 1455 im Ralung-Kloster, Lhasa; † 1529 (Lexikon der östlichen Weisheit: * 1455; † 1570)) war ein Meister des Mahamudra der Drugpa-Linie des tibetischen Buddhismus.

## Leben und Wirkung
Drugpa Künlegs Vater wurde ermordet. 1458 beschämte er als Kleinkind Schriftgelehrte, da er fließend lesen konnte. Er wurde Novize in einem Kloster. Drugpa Künlegs Mutter verlangte 1500 von ihm, sich eine Gattin zu suchen. 
Drugpa Künleg stellte die Lehre von den drei Vergnügen auf:
- Eine junge Frau findet Vergnügen an der Liebe.
- Ein junger Mann findet Vergnügen am Sex.
- Ein alter Mann findet Vergnügen an seinen Erinnerungen.

„Wer die Wahrheit nicht kennt, der ist verwirrt. Wer keine Ziele hat, erbringt keine Opfer. Wer keinen Mut hat, wird kein Yogi. Das ist die Lehre von den drei fehlenden Dingen. Auch wenn ein Mensch den Weg der Weisheit kennt, ohne zu praktizieren erfolgt keine Verwirklichung. Auch wenn ein Meister dir den Weg zeigt, gehen musst du ihn selbst.“
Die französische Ethnologin und Tibetologin Françoise Pommaret (* 1954), die seit 1981 in Bhutan lebt, spricht sich gegen die Klischeevorstellung aus, Drugpa Künleg als Schürzenjäger und Alkoholiker zu bezeichnen und verweist auf überlieferte Zusammenhänge mit dem buddhistischen Tantra.

## Werke
- Das wundersame Leben eines verrückten Heiligen (竹巴衮烈传记), Biographie in Versform